# 선법 (불교)
선법(善法, 산스크리트어: kuśalā dharmāh, 팔리어: kusala dhamma) 또는 착한 법은 선한 교법의 줄임말로, 5계(五戒) · 10선(十善) · 3혜(三慧) · 4혜(四慧) · 4성제(四聖諦) · 3학(三學) · 5온설(五蘊說) · 12연기설(十二緣起說) · 8정도(八正道) · 37도품(三十七道品) · 6바라밀(六波羅蜜) 등 이치에 맞고, 자신과 세상을 이익되게 하는 법(法), 즉 도리와 방편, 즉 가르침 또는 선한 행위와 수행법을 말한다. 선법을 착한 것, 착한 일 또는 닦아야 할 것이라고도 한다.
선법(善法)의 반대를 불선법(不善法, 산스크리트어: akuśalā dharmāh, 팔리어: akusala dhamma), 악법(惡法) 또는 착하지 않은 법이라 하며, 5악(五惡) · 10악(十惡) · 바라이죄(波羅夷罪) · 8사행(八邪行) 등의 불선(악)한 행위와 견해들이 여기에 속한다. 불선법을 나쁜 것, 나쁜 일 또는 단멸해야 할 것이라고도 한다.
선법도 불선법도 아닌 법을 무기법(無記法) 또는 착하지도 착하지 않지도 않은 법이라 한다.
선법은 크게 세간의 선법(世間善法)과 출세간의 선법(出世間善法)으로 나뉘는데,
5계 · 10선 · 3혜 · 4혜 등이 세간의 선법에 해당하며,
4성제 · 3학 · 5온설 · 12연기설 · 8정도(八正道) · 37도품 · 6바라밀 등이 출세간의 선법에 해당한다. 한편, 선법을 계(戒)라고도 하는데, 이 경우 세간의 선법을 속계(俗戒)라 하고 출세간의 선법을 도계(道戒)라 한다.
5계 · 10선 · 3혜 · 4혜 · 4성제 · 3학 · 5온설 · 12연기설 · 8정도 · 37도품 · 6바라밀 등의 세간과 출세간의 법(法)에는 깊고 옅음의 차이가 있지만 이들은 모두 이치에 맞고 자신과 세상을 이익되게 하는 법 또는 도리와 방편이므로 모두 통칭하여 선법(善法)이라 부른다.

## 분류
선법(善法)은 크게 세간의 선법과 출세간의 선법으로 나뉜다.
세간의 선법, 세간선법(世間善法), 세간법(世間法), 세간의 선 또는 세간선(世間善)은 자신과 세상을 편안하고 이익되게 하는 것으로 이번 생과 다음 생에서 편안한 과보를 받게 하는 선법을 말한다. 대표적으로 5계(五戒)와 10선(十善)과 3혜(三慧) 또는 4혜(四慧)의 세간정견(世間正見)이 여기에 속한다.
출세간의 선법, 출세간선법(出世間善法), 출세간법(出世間法), 출세법(出世法), 출세간의 선 또는 출세간선(出世間善)은 세간을 벗어날[出] 수 있게 하는 선법, 즉, 세간(世間) 즉 3계(三界)를 뛰어넘어[出] 열반으로 들어갈 수 있게 하는 선법을 말한다. 달리 말하면, 생멸 변화하는 미혹한 세계를 벗어나 해탈 경계에 들어가기 위해 닦는 가르침과 수행법을 말한다. 4성제(四聖諦) · 3학(三學) · 5온설(五蘊說) · 12연기설(十二緣起說) · 8정도(八正道) · 37도품(三十七道品) · 6바라밀(六波羅蜜) 등이 여기에 해당한다.
출세간의 선법의 경우 엄밀히 수행법만을 말하자면, 8정도는 37도품의 7번째 그룹에 해당하고, 6바라밀은 초기불교의 37도품이 대승불교에 의해 종합되어 새로운 형태로 제출된 것이므로 출세간의 선법이란 37도품을 말하는 것이라 할 수 있다. 이러한 취지에서 대승불교의 주요 인물인 용수는 《대지도론》 제30권에서 선법에 관련된 질문에 다음과 같이 답하고 있다.

問曰：　善法亦有三果：　下者為人，中者為天，上者涅槃。

答曰：　是中　不應說涅槃，但應分別眾生果報住處，　涅槃非報故。
善法有二種：一者、三十七品能至涅槃，二者、能生後世樂。今但說受身善法，不說至涅槃善法。

世間善有三品：上分因緣故，天道果報；中分因緣故，人道果報；下分因緣故，阿修羅道果報。
— 《대지도론》 제30권 한문본

[문] [6도(六道)와 관련된] 착한 법에도 역시 세 가지 과보가 있나니, 아래는 사람이요 중간에는 하늘이며 맨 위는 열반이다.

[답] [6도(六道)에 대해 논의하고 있는] 여기서는 열반을 말하지 않아야 한다. 다만 중생이 과보로서 머무를 곳만을 분별해야 하나니, [6도 즉 3계를 벗어난 상태인] 열반은 [6도(六道)의] 과보가 아니기 때문이다. 착한 법[善法]에는 두 가지가 있다. 첫째는 37품(三十七品, 즉 37도품)으로는 열반에 이르게 하고, 둘째는 뒷세상[後世]의 즐거움을 내게 하는 것이다. 지금은 다만 몸을 받는 착한 법[受身善法]을 말할 뿐이요 열반에 이르는 착한 법[至涅槃善法]은 말하지 않는다.

세간의 선[世間善]에는 세 가지가 있다. 위 갈래[上分]의 인연 때문에 천도(天道)의 과보가 있고, 중간 갈래[中分]의 인연 때문에 인도(人道)의 과보가 있으며, 아래 갈래[下分]의 인연 때문에 아수라도(阿修羅道)의 과보가 있다.
— 《대지도론》 제30권 한글본

## 과보

### 세간·출세간의 선법의 과보
위의 단락에서 인용된 바와 같이 《대지도론》 제30권에서 용수는 출세간의 선법을 닦았을 때의 과보는 궁극적으로 최고의 선인 열반(涅槃)의 증득이며, 이에 대해 세간의 선법을 닦으면 그 갈래[分]에 따라 다음 생에서 6도(六道) 중 천상도 · 인간도 · 수라도로 태어나게 된다고 말하고 있다.
즉, 6도(六道) 중 지옥도 · 아귀도 · 축생도는 불선법 즉 악법에 따른 과보로 태어나는 곳, 즉 악도(惡道: 악한 길 즉 악한 세계) 또는 악취(惡趣: 악한 곳으로 나아감 즉 악한 세계)이고, 수라도 · 인간도 · 천상도는 선법에 따른 과보로 태어나는 곳, 즉 선도(善道: 선한 길 즉 선한 세계) 또는 선취(善趣: 선한 곳으로 나아감 즉 선한 세계)라 말하고 있다. 이러한 구분에 대하여 용수는 다음과 같이 말하고 있다.

問曰：　經　說有五道，云何言六道？

答曰：　佛去久遠，經法流傳五百年後，多有別異，部部不同：或言五道，或言六道。若說五者，於佛經迴文說五；若說六者，於佛經迴文說六。又摩訶衍中，《法華經》說有六趣眾生。

觀諸義旨，應有六道。

復次，分別善惡故有六道：善有上、中、下故，有三善道：天、人、阿修羅；惡有上、中、下故，地獄、畜生、餓鬼道。若不　爾者，惡有三果報，而善有二果，是事相違；　若有六道，於義無違。
— 《대지도론》 제30권 한문본

[문] 경에서는 5도(五道)가 있다고 말씀하는데 어떻게 6도(六道)라고 하는가?

[답] 부처님께서 가신 지 오래되고 경전과 법이 전해진 지 5백년 뒤에는 많은 다른 것들이 있어서 [부파불교의] 각 부파마다[部部] 동일하지 않다. 어떤 부파에서는 5도(五道)를 말하며 다른 부파에서는 6도(六道)를 말한다. 5도를 말하는 부파도 부처님의 경[佛經]에서 글을 끌어다 말하고 있으며 6도를 말하는 부파도 부처님의 경[佛經]에서 글을 끌어다 말하고 있다. 또한[又], 대승불교[摩訶衍][의 경전] 가운데 『법화경(法華經)』에서는 “6취(六趣) 중생이 있다”고 말씀하고 있다. 

[부파불교와 대승불교의 여러 경전들과 논서들에서 나타나는]
이러한 모든 이치[義旨]를 자세히 살펴보아 판단컨데 마땅히 6도(六道)가 있어야 할 것으로 판단된다[觀諸義旨，應有六道].

또 선악을 분별해 볼 때 6도(六道)가 있[는 것이 마땅한 것으로 보인]다. 선(善)에는 상 · 중 · 하가 있기 때문에 세 가지 선도(善道)가 있으니, 하늘 · 사람 · 아수라가 그것이다. [마찬가지로] 악(惡)에도 상 · 중 · 하가 있으니, 지옥과 축생과 아귀의 도(道)가 그것이다. 만일 그렇지 않다면 악에는 세 가지 과보가 있으나 선에는 두 가지 과보가 있게 되어, 이 일[事: 현상]에서는 서로 어긋난다. 만일 6도(六道)가 있다 한다면 이치[義, 즉 理]에 있어서 어긋남이 없을 것이다.
— 《대지도론》 제30권 한글본

한편, 대승불교적 입장에서 《증일아함경》을 주석한 논서인 《분별공덕론(分別功德論)》에서는 선법(善法)을 계(戒)로, 세간의 선법을 속계(俗戒)로, 출세간의 선법을 도계(道戒)로 칭하고 있는데, 계(戒)는 크게 속계(俗戒)와 도계(道戒)로 나뉘며, 5계와 10선이 속계(俗戒)에 해당하고 3삼매(三三昧)와 4성제(四聖諦)의 묘혜(妙慧: 신묘한 지혜)가 도계(道戒)에 해당한다고 말하고 있다. 그리고 도계(道戒)와 합치된 상태, 즉 3삼매(三三昧)를 성취한 상태, 즉 4성제(四聖諦)의 묘혜(妙慧)가 성취된 상태, 즉 3계(三界)를 벗어난 상태를 이루기 위해서는 혜(慧: 즉, 일부의 무루혜도 성취되지 않은 상태에서는 3혜 또는 4혜의 유루혜, 일부의 무루혜를 성취한 상태에서는 그 무루혜와 유루혜)로써 계(戒: 즉 속계, 즉 5계와 10선)를 제어함으로써 무루(無漏: 즉 무루혜, 무루지, 성혜, 무루성혜)를 성취해야 한다고 말하고 있다.

夫戒有二。有俗戒有道戒。

五戒十善為俗戒。三三昧為道戒。二百五十戒至五百戒。亦是俗戒。四諦妙慧為道戒也。

但行安戒不出三界。以慧御戒。使成無漏乃合道戒。
— 《분별공덕론》 제2권. 한문본

대체로 계(戒)에 두 가지가 있다. 속계(俗戒)와 도계(道戒)이다.

5계(五戒)와 10선(十善)은 속계에 해당하며[為], 3삼매(三三昧)는 도계에 해당한다[為]. 250계부터 500계도 역시 속계이며, [이와는 달리] 4성제[四諦]의 묘혜(妙慧)는 도계에 해당한다[為].

단지 계(戒: 즉 속계)를 행하는 데 안주해서는 3계(三界)를 벗어나지 못한다. [도계, 즉 3삼매와 4성제를 대상으로 하는] 혜(慧: 즉 유루혜와 성취한 무루혜)로써 계(戒: 즉 속계)를 제어함으로써 [마음(6식 또는 8식, 즉 심왕, 즉 심법)으로 하여금] 무루(無漏: 번뇌를 끊음)를 성취하게 하여야[以慧御戒 使成無漏] 곧 도계(道戒)에 합치[合]한다.
— 《분별공덕론》 제2권. 한글본

### 불선법 중 5악의 과보
부파불교의 설일체유부의 논서인 《아비달마법온족론》은 고타마 붓다의 직제자인 목건련이 저술한 것으로 되어 있는데, 이 논서의 제1권 〈1. 학처품(學處品)〉에서 목건련은 고타마 붓다가 불선법인 5악(五惡)과 세간의 선법인 5계(五戒)에 대해 설한 내용을 싣고 있다.
이 설법에서 고타마 붓다는 5악(五惡)을 5포죄원(五怖罪怨: 두려운 죄와 원한 또는 두려워해야 할 죄와 원한)이라 칭하면서 5악이 가져오는 나쁜 과보와 5악의 반대인 5계가 가져오는 선한 과보에 대해 설하고 있다. 이 중에서 5악에 대한 설법은 다음과 같다.

爾時世尊。告苾芻眾。

諸有於彼五怖罪怨不寂靜者。彼於現世。為諸聖賢同所訶厭。名為犯戒自損傷者。有罪有貶。生多非福。身壞命終。墮險惡趣。生地獄中。

何等為五。謂殺生者。殺生緣故。生怖罪怨。不離殺生。是名第一。

不與取者。劫盜緣故。生怖罪怨。不離劫盜。是名第二。

欲邪行者。邪行緣故。生怖罪怨。不離邪行。是名第三。

虛誑語者。虛誑緣故。生怖罪怨。不離虛誑。是名第四。

飲味諸酒放逸處者。飲味諸酒放逸處緣故。生怖罪怨。不離飲酒諸放逸處。是名第五。

有於如是五怖罪怨不寂靜者。彼於現世。為諸聖賢同所訶厭。名為犯戒自損傷者。有罪有貶。生多非福。身壞命終。墮險惡趣。生地獄中。
— 《아비달마법온족론》 제1권 〈1. 학처품(學處品)〉. 한문본

그때에 고타마 붓다는 비구[苾芻, 필추]들에게 말하였다.

저 5포죄원(怖罪怨: 두려운 죄와 원한)에 대하여 적정(寂靜: 고요하고 안정됨)하지 못하는 모든 사람은 그 누구든지간에 이번 생[現世]에서는 모든 성현(聖賢)에게서 다 같이 꾸지람과 싫어함[訶厭]을 받을 뿐이요 [따라서 선법(善法)을 전수받아 증득할 기회를 얻지 못하며], 이를테면, 계율을 범하여[犯戒] 스스로를 [포죄원(怖罪怨: 두려운 죄와 원한)으로] 손상시키는 자가 되며, 죄도 범하고 타락[貶: 이전보다 나빠짐]하기도 하여, 대부분 박복하게 이번 생을 살아가고, 그러다가 몸이 무너지고 목숨을 마친 후 [다시 태어날 때면] 험한 악취(惡趣: 나쁜 세계)에 떨어지거나 지옥에 태어난다.

어떤 것이 5가지 포죄원(怖罪怨: 두려운 죄와 원한)인가?

살생(殺生)을 범하는 이는 살생한 인연[殺生緣] 때문에 포죄원(怖罪怨: 두려운 죄와 원한)을 낳아 살생[의 업력]으로부터 [생겨나는 과보로부터 몸과 마음이] 떠나지 못한다. 이에, 이것을 첫째 포죄원(怖罪怨: 두려운 죄와 원한)이라 한다.

불여취(不與取: 주지 않는데 취하는 것)를 범하는 이는 도둑질한 인연[劫盜緣] 때문에 포죄원(怖罪怨: 두려운 죄와 원한)을 낳아 도둑질[의 업력]으로부터 [생겨나는 과보로부터 몸과 마음이] 떠나지 못한다. 이에, 이것을 둘째 포죄원(怖罪怨: 두려운 죄와 원한)이라 한다.

삿된 음행[欲邪行: 욕사행, 사음, 사행]을 범하는 이는 삿된 음행[邪行]의 인연 때문에 포죄원(怖罪怨: 두려운 죄와 원한)을 낳아 삿된 음행[邪行][의 업력]으로부터 [생겨나는 과보로부터 몸과 마음이] 떠나지 못한다. 이에, 이것을 셋째 포죄원(怖罪怨: 두려운 죄와 원한)이라 한다.

거짓말을 하는 이[虛誑語者]는 남을 속인 인연 때문에 포죄원(怖罪怨: 두려운 죄와 원한)을 낳아 거짓말[의 업력]으로부터 [생겨나는 과보로부터 몸과 마음이] 떠나지 못한다. 이에, 이것을 넷째 포죄원(怖罪怨: 두려운 죄와 원한)이라 한다.

온갖 술[酒]을 마시고 방일한 이[放逸者]는 온갖 술을 마시고 방일한 인연 때문에 포죄원(怖罪怨: 두려운 죄와 원한)을 낳아 온갖 술을 마시고 방일하는 것[의 업력]으로부터 [생겨나는 과보로부터 몸과 마음이] 떠나지 못한다. 이에, 이것을 다섯째 포죄원(怖罪怨: 두려운 죄와 원한)이라 한다.

이와 같은 5포죄원(怖罪怨)에 대하여 적정(寂靜: 고요하고 안정됨)하지 못하는 이는 이번 생[現世]에서는 모든 성현(聖賢)에게서 다 같이 꾸지람과 싫어함[訶厭]을 받을 뿐이요 [따라서 선법(善法)을 전수받아 증득할 기회를 얻지 못하며], 이를테면, 계율을 범하여[犯戒] 스스로를 [포죄원(怖罪怨: 두려운 죄와 원한)으로] 손상시키는 자가 되며, 죄도 범하고 타락[貶: 이전보다 나빠짐]하기도 하여, 대부분 박복하게 이번 생을 살아가고, 그렇게 살다가 몸이 무너지고 목숨을 마친 후 [다시 태어날 때면] 험한 악취(惡趣: 나쁜 세계)에 떨어지거나 지옥에 태어난다.
— 《아비달마법온족론》 제1권 〈1. 학처품(學處品)〉. 한글본

### 세간의 선법 중 5계의 과보
부파불교의 설일체유부의 논서인 《아비달마법온족론》은 고타마 붓다의 직제자인 목건련이 저술한 것으로 되어 있는데, 이 논서의 제1권 〈1. 학처품(學處品)〉에서 목건련은 고타마 붓다가 불선법인 5악(五惡)과 세간의 선법인 5계(五戒)에 대해 설한 내용을 싣고 있다.
이 설법에서 고타마 붓다는 5악(五惡)을 5포죄원(五怖罪怨: 두려운 죄와 원한 또는 두려워해야 할 죄와 원한)이라 칭하면서 5악이 가져오는 나쁜 과보와 5악의 반대인 5계가 가져오는 선한 과보에 대해 설하고 있다. 이 중에서 5계에 대한 설법은 다음과 같다.

諸有於彼五怖罪怨能寂靜者。彼於現世。為諸聖賢同所欽歎。名為持戒自防護者。無罪無貶。生多勝福。身壞命終。升安善趣。生於天中。

何等為五。

謂離殺生者。離殺生緣故。滅怖罪怨。能離殺生。是名第一。

離不與取者。離劫盜緣故。滅怖罪怨。能離劫盜。是名第二。

離欲邪行者。離邪行緣故。滅怖罪怨。能離邪行。是名第三。

離虛誑語者。離虛誑緣故。滅怖罪怨。能離虛誑。是名第四。

離飲諸酒放逸處者。離飲諸酒放逸處緣故。滅怖罪怨。能離飲酒諸放逸處。是名第五。

有於如是五怖罪怨能寂靜者。彼於現世。為諸聖賢同所欽歎。名為持戒自防護者。無罪無貶。生多勝福。身壞命終。升安善趣。生於天中。
— 《아비달마법온족론》 제1권 〈1. 학처품(學處品)〉. 한문본

그러나 저 5포죄원(怖罪怨: 두려운 죄와 원한)에 대하여 적정(寂靜: 고요하고 안정됨)할 수 있는 이는 이번 생[現世]에서 모든 성현에게서 다 같이 기뻐함과 찬탄을 받게 될 뿐만아니라. 이를테며 계율을 지켜서[持戒] 스스로를 [포죄원(怖罪怨: 두려운 죄와 원한)으로부터] 방호(防護)하는 자가 되며, 죄도 없고 타락[貶: 이전보다 나빠짐]함도 없어서, 대부분 다복하게 이번 생을 살아가고, 그러다가 몸이 무너지고 목숨을 마친 후 [다시 태어날 때면] 안온한 선취(善趣: 좋은 세계)로 올라가 천상[天]에 태어난다.

어떤 것이 다섯 가지인가?

살생(殺生)을 떠난 이는 살생하는 인연을 떠난 까닭에 포죄원(怖罪怨: 두려운 죄와 원한)을 멸하여 능히 살생[의 업력]으로부터 [생겨나는 과보로부터 몸과 마음이]이 떠나게 된다. 이에, 이것을 첫째라 한다.

불여취(不與取)를 떠난 이는 도둑질하는 인연을 떠난 까닭에 포죄원(怖罪怨: 두려운 죄와 원한)을 멸하여 능히 도둑질[의 업력]으로부터 [생겨나는 과보로부터 몸과 마음이]이 떠나게 된다. 이에, 이것을 둘째라 한다.

삿된 음행[欲邪行: 욕사행, 사음, 사행]을 떠난 이는 삿된 음행을 행하는 인연을 떠난 까닭에 포죄원(怖罪怨: 두려운 죄와 원한)을 멸하여 능히 삿된 음행[의 업력]으로부터 [생겨나는 과보로부터 몸과 마음이]이 떠나게 된다. 이에, 이것을 셋째라 한다.

거짓말[虛誑語]을 떠난 이는 남을 속이는 인연을 떠난 까닭에 포죄원(怖罪怨: 두려운 죄와 원한)을 멸하여 능히 거짓말[의 업력]으로부터 [생겨나는 과보로부터 몸과 마음이]이 떠나게 된다. 이에, 이것을 넷째라 한다.

온갖 술을 마시고 방일하는 것을 떠난 이는 온갖 술을 마시고 방일하는 인연을 떠난 까닭에 포죄원(怖罪怨: 두려운 죄와 원한)을 멸하여 능히 온갖 술을 마시고 방일하는 것[의 업력]으로부터 [생겨나는 과보로부터 몸과 마음이] 떠나게 된다. 이에, 이것을 다섯째라 한다.

이와 같은 5포죄원(怖罪怨)에 대하여 적정(寂靜: 고요하고 안정됨)할 수 있는 이는 이번 생[現世]에서 모든 성현에게서 다 같이 기뻐함과 찬탄을 받게 될 뿐만 아니라, 이를테면 계율을 지켜서[持戒] 스스로를 [포죄원(怖罪怨: 두려운 죄와 원한)으로부터] 방호(防護)하는 자가 되며, 죄도 없고 타락[貶: 이전보다 나빠짐]함도 없어서, 대부분 다복하게 이번 생을 살아가고, 그렇게 살다가 몸이 무너지고 목숨을 마친 후 [다시 태어날 때면] 안온한 선취(善趣: 좋은 세계)로 올라가 천상[天]에 태어난다.
— 《아비달마법온족론》 제1권 〈1. 학처품(學處品)〉. 한글본

## 같이 보기
- 3성: 선 · 불선(악) · 무기
- 5계 vs. 5악
- 10선 vs. 10악
- 5위 75법의 대선지법 vs. 대번뇌지법과 대불선지법과 소번뇌지법
- 5위 100법의 선심소 vs. 번뇌심소와 수번뇌심소

## 참고 문헌
- 곽철환 (2003). 《시공 불교사전》. 시공사 / 네이버 지식백과. |title=에 외부 링크가 있음 (도움말)
- 목건련 지음, 현장 한역, 송성수 번역 (K.945, T.1537). 《아비달마법온족론》. 한글대장경 검색시스템 - 전자불전연구소 / 동국역경원. K.945(24-1091), T.1537(26-453). |title=에 외부 링크가 있음 (도움말)
- 용수 지음, 구마라습 한역, 김성구 번역 (K.549, T.1509). 《대지도론》. 한글대장경 검색시스템 - 전자불전연구소 / 동국역경원. K.549(14-493), T.1509(25-57). |title=에 외부 링크가 있음 (도움말)
- 운허.  동국역경원 편집, 편집. 《불교 사전》. |title=에 외부 링크가 있음 (도움말)
- (중국어) 목건련 조, 현장 한역 (T.1537). 《아비달마법온족론(阿毘達磨法蘊足論)》. 대정신수대장경. T26, No. 1537, CBETA. |title=에 외부 링크가 있음 (도움말)
- (중국어) 星雲. 《佛光大辭典(불광대사전)》 3판. |title=에 외부 링크가 있음 (도움말)
- (중국어) 용수 조, 구마라습 한역 (T.1509). 《대지도론(大智度論)》. 대정신수대장경. T25, No. 1509, CBETA. |title=에 외부 링크가 있음 (도움말)}